# Zsófi Trecskó
Zsófi Trecskó (anhörenⓘ; * 11. August 1987 in Kecskemét, Komitat Bács-Kiskun) ist eine ungarische Schauspielerin und Drehbuchautorin.

## Leben
Trecskó wurde am 11. August 1987 in Kecskemét geboren. Erste Rollen erhielt sie 2007 im Katona József Theater in Kecskemét. 2011 schloss sie ihr Studium an der Pester Ungarischen Schauspielakademie (Pesti Magyar Színiakadémia) in Budapest ab. Sie spielte am Szigliget Theater in Szolnok und am Jászai Mari Theater in Tatabánya. Seit 2013 ist sie regelmäßige Interpretin am Madách Theater in Budapest. Ab 2010 war Trecskó auch vermehrt als Filmdarstellerin zu sehen. So war sie in acht Episoden der Fernsehserie Die Säulen der Erde zu sehen. 2013 übernahm sie die Rolle der Angelique im Katastrophenfilm 100° Below Zero – Kalt wie die Hölle. Sie verkörperte eine Pariserin, die dafür sorgte, dass die Protagonisten den Weg zum Eiffelturm finden und vor einem Eissturm entkommen können. Von 2013 bis 2019 trat sie in fünf Folgen des Fernsehformats Hungary, I Love You auf.

## Filmografie (Auswahl)

### Schauspiel
- 2010: Igazából apa
- 2010: Szinglik éjszakája
- 2010: Die Säulen der Erde (The Pillars of the Earth, Miniserie, 8 Episoden)
- 2010: Gálvölgyi Show (Fernsehserie, Episode 13x04)
- 2011: Karádysokk (Fernsehserie, 7 Episoden)
- 2013: 100° Below Zero – Kalt wie die Hölle (100 Degrees Below Zero)
- 2013: Hacktion (Fernsehserie, Episode 4x07)
- 2016: Munkaügyek (Fernsehserie, Episode 5x13)
- 2016: #Sohavégetnemérös
- 2016: Jóban rosszban (Fernsehserie, 5 Episoden)
- 2018: Holnap  (Fernsehserie, 4 Episoden)
- 2019: A mi kis falunk (Fernsehserie, 2 Episoden)
- 2020: Narkós és Céda (Kurzfilm)
- 2022: Pepe (Fernsehserie, 4 Episoden)
- 2023: Apatigris (Fernsehserie, 4 Episoden)
- 2024: Gólkirályság (Fernsehserie, Episode 2x05)

### Drehbuch
- 2019–2020: A mi kis falunk (Fernsehserie, 2 Episoden)